# Elisa Mújica
Pour les articles homonymes, voir Mujica.
Elisa Mújica Velásquez, née à Bucaramanga le 21 janvier 1918 et morte à Bogota le 27 mars 2003, est une écrivaine colombienne, qui s'est particulièrement intéressée, dans ses romans, à la place de la femme dans la société contemporaine.

## Biographie
Elisa Mújica est née en 1918 à Bucaramanga, une grande ville comlombienne , dans la partie nord du pays et de la Cordillère des Andes. Lorsqu'elle a huit ans, sa famille déménage à Bogotá. De son enfance dans la capitale, elle se souvient du carrousel du Parque de la Independencia, puis des librairies, des spectacles du Teatro Colón, ou du cinéma. Mais à quinze ans, la mort de son père l'oblige à rentrer dans le monde du travail pour aider sa famille, et a interrompre sa scolarité,,. Elle réussit à accéder, en tant que dactylo et secrétaire à des postes de la fonction publique, et notamment, entre 1936 et 1943 au ministère des communications, comme secrétaire de Carlos Lleras Restrepo (alors contrôleur financier, mais futur directeur du journal El Tiempo, quelques années plus tard et futur Président de Colombie, quelques décennies plus tard). Puis elle devient fonctionnaire en ambassade, en particulier à l'ambassade de Colombie en Équateur, à partir de 1943. C'est en Équateur, à Quito, que commence aussi sa carrière littéraire. Elle écrit des articles et des chroniques dans El Tiempo,, publie une nouvelle en 1947 dans un autre journal, El Liberal, puis elle fait éditer en 1949 son premier roman, Los dos tiempos [Les Deux Temps], avec un accueil positif.
Ce roman a des facettes autobiographiques  : le personnage principal, Celina, est née dans un village mais est amenée à vivre à Bogota. Dans la seconde moitié de l'œuvre, Celina vit en Équateur, à Quito. Mais c'est surtout une jeune femme autonome, y compris dans ses histoires amoureuses. Et le roman est, selon Mary G. Berg, l'occasion d'interroger la place de la femme dans la société, et les aspirations d'une femme du XXe siècle, notamment être indépendante, profiter librement de ses amitiés et de sa sexualité, avoir une vie privée et une vie publique,,,. Ces thèmes se retrouvent également dans les deux romans suivants, Catalina, paru en 1963 et Bogotá de las nubes, paru en 1984.
Entre temps, le parcours professionnel d'Elisa Mújica se complète. Elle devient correspondante El Tiempo dans les années 1950, dans une Espagne placée sous la dictature de Franco.  puis elle devient la première femme à diriger une banque en Colombie, une succursale de La Caja Agraria, entre 1959 et 1962,.
Elle se consacre ensuite davantage à l'écriture tout en étant membre de l'Académie colombienne de la langue à partir de 1984,. Proche des courants marxistes au début des années 1950, elle prend ses distances à la suite de l'insurrection de Budapest en 1956, tout en gardant une sensibilité sociale. Elle consacre deux essais aux  écrits de Sainte Thérèse et de Francisca Josefa de la Concepción de Castillo.

## Publications

### Romans
- Los dos tiempos, 1949
- Catalina, 1963
- Bogotá de las nubes, 1984

### Essais
- El Indio en América: síntesis de obras americanas sobre el problema indígena, 1948
- La aventura demorada: ensayo sobre santa Teresa de Jesús, 1951
- La Candelaria, 1974
- Introducción a Santa Teresa, 1981
- Las altas torres del humo: raíces del cuento popular en Colombia, 1985
- Sor Francisca Josefa de Castillo, 1991

### Contes
- Ángela y el diablo, 1953
- Árbol de ruedas, 1972
- La tienda de las imágenes, 1987
- Cuentos, 2009

### Livres pour enfants
- La Expedición Botánica contada a los niños, 1978
- Bestiario, 1980
- Pequeño Bestiario, 1990
- Las casas que hablan: guía histórica del barrio de la Candelaria de Santa Fé de Bogotá, 1994
- Cuentos para niños de La Candelaria, 1997

### Autobiographie
- Diario: 1968-1971, 2008